# Jorge Turner
Jorge Turner (Panamá, 1922 - Ciudad de México, 7 de septiembre de 2011) fue un connotado latinoamericanista panameño. A pesar de haberse formado como jurista, también desarrolló actividades como periodista, escritor, docente e incluso, como diplomático. Fue profesor e investigador del Centro de Estudios Latinoamericanos de la Universidad Nacional Autónoma de México.

## Biografía
Jorge Turner nació en la Ciudad de Panamá en el año 1922, hijo del jurista panameño Domingo Turner. Realizó estudios primarios en el Instituto Nacional de Panamá y realizó sus estudios superiores en la Universidad de Panamá y en la Universidad Nacional Autónoma de México.
Es posible que la inquietud política la haya heredado de su padre Domingo Turner. Pero también tuvo que ver su propia experiencia personal a lo largo de su vida. En la adolescencia fue obrero en el puerto internacional de Balboa, Zona del Canal, en donde fraternizó con otros trabajadores latinoamericanos y compartió con ellos el rechazo al trato racista que privaba en el enclave colonial norteamericano. Al concluir sus estudios de bachillerato en el Instituto Nacional de Panamá, en 1941, fue dirigente de una primera huelga estudiantil victoriosa contra la decisión antipedagógica de las autoridades del plantel de celebrar los exámenes de graduación en un solo día. 
Al año siguiente, 1942, inscrito en la Universidad Nacional, participó, en su calidad de dirigente de la Asociación Revolucionaria de la Juventud Unida (ARJÚ), en la huelga de protesta por la injusta expulsión, como profesora del centro escolar, de la socióloga Georgina Jiménez. Esta huelga, fracasada en la apariencia, abrió el camino para los movimientos juveniles que lograron más tarde la autonomía universitaria. Los citados inicios rebeldes marcaron un cauce en la vida de Jorge Turner. Al año siguiente, 1943, fue designado jefe de la delegación panameña que debía participar en México, en el Congreso Latinoamericano de la Juventud por la Victoria, celebrado en el Palacio de las Bellas Artes.
La llegada a México le abrió la posibilidad de estudiar y realizar viajes de conocimiento por buena parte de América Latina. Sin embargo, son tres las naciones que, a su juicio, tienen mayor relación con sus sentimientos más profundos: Panamá, México y Cuba. En Panamá, la independencia estrangulada, le formó un espíritu rebelde. En México hizo estudios universitarios (medalla Gabino Barreda) y en reciprocidad se ha dedicado a la docencia en la UNAM durante 30 años. Y al calor de la revolución en Cuba entendió mejor a América Latina y entendió el marxismo sin caer en dogmatismos.
En México, además de participar en el Congreso juvenil citado, se inscribió en la Escuela Nacional de Jurisprudencia y fue elegido presidente de la Asociación de Estudiantes Hispanoamericanos en México, organización que participó en la huelga estudiantil contra el doctor Rodolfo Brito Foucher, rector de la UNAM. En los años de esta primera estancia en el país estuvo vinculado a la CTAL, como representante de la Federación Sindical de Trabajadores de Panamá e igualmente formó parte, en 1948, del Departamento Legal del Sindicato de Mineros. En 1954 se indignó con la intervención imperialista en el derrocamiento del Presidente de Guatemala, Jacobo Arbenz y, junto a compañeros mexicanos, editó varios números de un periódico de protesta y estuvo activándose para organizar el apoyo armado al gobierno guatemalteco depuesto, lo que se frustró por la velocidad de los acontecimientos.
A su regreso a Panamá formó parte, en 1957, del Departamento Legal de la Presidencia de la República. En 1959 fue director del periódico “El País” y presidente del Sindicato de Periodistas. Su gestión sindical fue memorable. Además de las reivindicaciones laborales de los periodistas, Turner gestionó la constitución de la Escuela de Periodismo en la Universidad Nacional y organizó la “Operación Licencia” en la Zona del Canal. En el enclave colonial no se reconocía la licencia panameña para conducir automóviles y para adentrarse manejando por el sitio, había que tener una licencia expedida por las autoridades norteamericanas. Turner organizó y participó en una caravana de autos que invadió la Zona del Canal, conducida por chóferes sin licencia, sin temor a las represalias. Los soldados norteamericanos, en formación militar, se dedicaron a tomar fotos y a filmar la caravana sin agredirla. El requisito de la licencia estadounidense se abolió y el hecho sirvió, junto con la siembra clandestina de banderitas panameñas en el territorio enajenado, que hacían los estudiantes, para alimentar la conciencia que produjo la rebelión popular antiimperialista del 9 de enero de 1964. Como presidente del Sindicato de Periodistas de Panamá también viajó a Costa Rica en 1960 para cubrir la VI y VII reunión de cancilleres de la OEA, que había sido convocada para estudiar la expulsión de Cuba del seno de dicho organismo. Allí, él, Ricardo Masseti (director en aquel tiempo de Prensa Latina), y Héctor Mugica (dirigente entonces de las Asociación Venezolana de Periodistas y más tarde candidato presidencial), estuvieron muy cerca del ministro Raúl Roa, quien señaló en un discurso impresionante: “El gobierno revolucionario de Cuba no ha venido a Costa Rica como reo, sino como fiscal… Me voy con mi pueblo y con mi pueblo se van también de aquí los pueblos de Nuestra América”.
En 1961, asistió en México, encabezando la delegación panameña, a la Primera Conferencia Latinoamericana por la Soberanía Nacional, la Emancipación Económica y la Paz, presidida por el general Lázaro Cárdenas. Y en abril de este mismo año de 1961 es detenido en su país por haber estado al frente de una caudalosa manifestación de solidaridad con Cuba por la invasión a Playa Girón. 
En 1962 es elegido presidente de la organización Vanguardia de Acción Nacional y después está presente en Cuba durante la “Crisis de los Cohetes”, dispuesto a inmolarse, al igual que tantos, ante la posibilidad de la Tercera Guerra Mundial. 
En 1964 participa directamente en la rebelión popular panameña del 9 de enero, junto a miles de personas, tratando de arrancar con sus propias manos la cerca que dividía la Ciudad de Panamá del territorio colonializado, bajo el coro colectivo de “soberanía o muerte”. El hecho dio lugar a la ruptura de relaciones con Estados Unidos.
Restauradas las relaciones se convocó a elecciones nacionales. Vanguardia de Acción Nacional, su organización, trató de participar, pero le negaron el registro. De todos modos intervino simbólicamente postulando como candidato presidencial a Victoriano Lorenzo, guerrillero indio legendario, y como candidatos a diputados a los 21 mártires que sucumbieron el 9 de enero.
En 1966, Jorge Turner asistió, como jefe de la delegación panameña, a la Conferencia Tricontinental, en La Habana, Cuba, que intentó organizar a las fuerzas revolucionarias anticolonialistas de los continentes de Asia, África y América Latina. En esta conferencia trató bastante a Salvador Allende, 4 años antes de que fuera presidente de Chile.
En 1968 los militares Omar Torrijos y Boris Martínez jefaturaron un golpe de Estado en Panamá contra el presidente Arnulfo Arias. Anticipándose a las respuestas posibles por la ruptura del orden constitucional encarcelaron preventivamente a centenares de personas, entre ellas a Jorge Turner, quien permaneció detenido cerca de un año. En 1969 le cambiaron la prisión por el destierro y lo enviaron a México.
En 1970, el licenciado Alejandro Carrillo le ofreció trabajo en el periódico “El Nacional”. En 1974 recibió una urna de Suecia con las cenizas de su amigo Leopoldo Aragón, quien se había inmolado en aquel país, como los bonzos, para protestar por la firma de los tratados Torrijos-Carter, que aunque suponían la devolución del Canal a Panamá, implicaban la permanencia panameña bajo el paraguas defensivo del Pentágono, como admitió el propio Omar Torrijos. Estas cenizas las conservó cuidadosamente hasta poder entregarlas a sus familiares. En 1975 se organizó en México, con otros panameños perseguidos, el Movimiento de Liberación Nacional 29 de noviembre y participó en la creación del Comité de Solidaridad Latinoamericana, integrado por personalidades como Pablo González Casanova, Rodolfo Puiggrós, Pedro Vuskovic, Gerard Pierre-Charles y Francisco Juliao. En este mismo año, invitado por el exrector de la Universidad de El Salvador, doctor Fabio Castillo, viajó a San José de Costa Rica para participar en la redacción del borrador de los estatutos de lo que sería el Comité de Derechos Humanos de Centroamérica.
En 1976 participa en México en la fundación de la Federación Latinoamericana de Periodistas (FELAP), junto con Ernesto Vera, Carnero Checa y otros, organismo del que será Secretario de Solidaridad durante varios años. En 1977, año en que se aprueban los Tratados Torrijos-Carter, se entrevista en Cancún, México, con el general Omar Torrijos. Turner, a nombre de los desterrados de izquierda, negocia con el general una apertura democrática y el regreso de los exiliados. En una conferencia de prensa, Torrijos declara que los desterrados en México son personas “honorables y patriotas”. Agrega que los desterró porque “querían cambiar las cosas a 100 kilómetros por hora, cuando lo prudente era moverse a 80 kilómetros”. Los detalles de la vuelta de los desterrados se arreglan en un viaje especial que Jorge Turner hace a Panamá, acompañado de Gabriel García Márquez.
Los desterrados regresaron a su país, pero Jorge Turner se quedó en México ante la expectativa de obtener una cátedra en la UNAM. En 1978 fue asesor en Panamá del Congreso Internacional de Solidaridad con los Revolucionarios Nicaragüenses y, después, se incorporó en México, a principios de 1979, como profesor en la Facultad de Ciencias Políticas y Sociales de la UNAM, hasta la fecha, en que es profesor-investigador en el Centro de Estudios Latinoamericano (CELA) e integrante del Seminario Colegiado del Posgrado en Estudios Latinoamericanos.
En 1981 fue al asesinato de Omar Torrijos. En 1985 Turner participó como relator del Primer Congreso Antiimperialista, en Managua, Nicaragua. Y en 1988 lo nombraron embajador de Panamá en México.
Sin abandonar sus clases en la Universidad, cumple con el encargo de ser embajador (1988-1990). La designación ocurre por una llamada telefónica que le hizo el presidente de la República, Manuel Solís Palma, pidiéndole que le aceptara el nombramiento ante las circunstancias de emergencia. El presidente lo insta diciéndole que el país está expuesto a una invasión militar de Estados Unidos y que él tiene que ser consecuente con sus ideales antiimperialistas. 
Jorge Turner se desempeña en medio de sobresaltos y entonces se produce el ataque armado. Con el país ocupado, el ejército norteamericano le da posesión, como nuevo presidente, a Guillermo Endara. En protesta, Jorge Turner renuncia a la embajada, de forma irrevocable, el 9 de enero de 1990. Más tarde, sin embargo, en 1999, entraron en vigencia los Tratados Torrijos-Carter.
Prácticamente, los últimos casi 30 años, Jorge Turner los ha dedicado, sin descuidar algunas otras actividades, a la docencia y a la investigación en la UNAM. Le parece satisfactorio formar jóvenes que puedan poner sus conocimientos al servicio de la sociedad. Pero también piensa que se enseña aprendiendo y que la universidad le ha dado a él una comprensión teórica más completa para sustentar sus ideas sobre la liberación de Panamá y la necesidad de alcanzar la integración latinoamericana.

### Carrera periodística
En Panamá, desde 1943, fue articulista de El Mundo Gráfico, La Estrella de Panamá, El Día y Crítica, así como director de El País, presidente del Sindicato de Periodistas de Panamá y fundador de la Escuela de Periodismo de la Universidad Nacional de Panamá. 
En México ha sido colaborador de El Popular, El Nacional, El Universal, La Jornada y director de la Revista Estudios Latinoamericanos. Asimismo, fue fundador de la Federación Latinoamericana de Periodistas, de la que fue Secretario de Solidaridad durante varios años. 

## Seminarios y Congresos
Constante difusión y participación en seminarios y en innumerables congresos en México, en América Latina y Europa, entre las cuales se mencionan los siguientes:
1). Jefe de la delegación panameña al Congreso Latinoamericano de la Juventud por la Victoria, Bellas Artes, México (1943)
2). Jefe de la delegación panameña a la Conferencia Tricontinental, La Habana, Cuba (1966)
3). Participación en el Congreso fundador de la Federación Latinoamericana de Periodistas, México (1976)
4). Asesor del Congreso Internacional de Solidaridad con Nicaragua, Panamá (1978)
5). Relator en el Primer Congreso Antiimperialista, Managua (1981)
6). Jefe de la delegación panameña ante el Congreso Mundial de la Paz, Atenas, Grecia. Del 6 al 10 de febrero de 1990.
7). Invitado especial y ponente en el evento internacional en Conmemoración del 30 aniversario de la Desaparición Física de Ernesto Che Guevara, del 25 al 27 de septiembre de 1977, organizado por la Revista Tricontinental, La Habana, Cuba.
8). Participante en la Jornada de Homenaje a Ruy Mauro Marini, UNAM, México, del 24 al 27 de noviembre de 1977.
Tiene en preparación lo que Jorge Turner considera su obra más importante: “Repertorio de temas para interpretar la realidad latinoamericana”. Entre los ensayos que compondrán este libro se abordará: lo que debe de ser la verdadera identidad de Panamá, luego de haberse demolido el enclave colonial; lo que indica el resumen histórico de México a los 200 años de su independencia, y qué es lo mejor del legado histórico que Cuba hizo a América Latina.
El pensamiento central de Jorge Turner, sin olvidar el futuro de Panamá, su patria de origen, es que en el mundo globalizado de hoy ninguna nación pequeña y pobre puede resolver sus problemas vitales por sí sola. Esta es la razón por la que dedica tiempo a pensar en ideas concretas que agilicen el proceso de integración de América Latina.
De su caminata por el tiempo, dice que la emoción más grande que ha tenido en su vida fue cuando, febrilmente, con sus propias manos, junto a una multitud, contribuyó a romper la cerca que dividía la Zona del Canal de la Ciudad de Panamá.
Al concluir una prolongada plática con él, sostiene:
“Las huellas históricas de hombres como el Che son indelebles. Las mías, en cambio, son huellas en la arena que borra el agua marina del tiempo. A lo sumo llegarán hasta donde las recuerde mi bisnieto Mauro. Pero me queda la satisfacción de haber vivido luchando por mis ideales”.

## Cargos desempeñados
- Asesor y representante ante la CTAL de la Federación Sindical de Trabajadores de Panamá (1946)
- Miembro del Departamento Legal del Sindicato de Mineros y Metalúrgicos de México (1948)
- Miembro del Departamento Legal de la Presidencia de la República de Panamá (1957)
- Director del diario El País (Panamá, 1958)
- Fundador y Presidente del Sindicato de Periodistas de Panamá (1959)
- Dirigente del partido político panameño Vanguardia de Acción Nacional (1965)
- Fundador del Comité de Solidaridad Latinoamericana de México
- Miembro fundador y Secretario de Solidaridad de la Federación Latinoamericana de Periodistas (1976)
- Embajador de la República de Panamá en México (1988-1989)
- Director del CELA de la UNAM (2000-2004)
- Juez del Tribunal Internacional Benito Juárez (2005)
- Profesor/investigador de la UNAM (desde 1979)

## Obras
- La agonía del somocismo (1977)
- Viento de Agua (relatos, Ediciones de Cultura Popular, 1977)
- Sindicatos, nuevos movimientos sociales y democracia (Universidad Obrera de México, 1994)
- 30 latinoamericanos en el recuerdo (UNAM-La Jornada, 1998);
- Panamá en la América Latina que concibió Bolívar (UACM-Plaza y Valdés, 2007).